# F-1 Trillion
F-1 Trillion ist das sechste Studioalbum des US-amerikanischen Sängers Post Malone. Es erschien am 16. August 2024 über Mercury und Republic Records und ist Post Malones erstes Country-Album. F-1 Trillion wurde bei den Grammy Awards 2025 in der Kategorie Best Country Album nominiert.

## Entstehung
Post Malone trat bislang eher als Rapper in Erscheinung. Im Juni 2022 wurde er in Howard Sterns Radioshow gefragt, ob er möglicherweise ein Country-Album aufnehmen könnte. Er antwortete, dass ihn „niemand davon abhalten könne“. Im November 2023 trat Post Malone gemeinsam mit Hardy und Morgan Wallen bei den Country Music Association Awards auf und spielte eine Coverversion des Liedes Pick Up Man von Joe Diffie. Kurz darauf lud der Sänger Ernest ein Foto hoch, dass Post Malone, Morgan Wallen, den Songwriter James McNair und ihn im Studio zeigt. Im Frühjahr war Post Malone als Gastsänger auf Beyoncés Country-Album Cowboy Carter zu hören.
F-1 Trillion wurde von Louis Bell und Charlie Handsome produziert. Ryan Gore mischte das Album, während Ted Jensen das Mastering übernahm. Die reguläre Version des Albums enthält 18 Titel, von denen Post Malone nur drei alleine einsang. Als Gastsänger sind Luke Combs, Ernest, Sierra Ferrell, Hardy, Tim McGraw, Brad Paisley, Dolly Parton, Jelly Roll, Blake Shelton, Chris Stapleton, Billy Strings, Morgan Wallen, Hank Williams, Jr. und Lainey Wilson zu hören. Als einziger trat Luke Combs gleich zweimal auf. Musikvideos wurden für die Lieder I Had Some Help, Pour Me a Drink und Guy for That veröffentlicht. Noch am Veröffentlichungstag wurde eine F-1 Trillion: Long Bed genannte Deluxe-Edition des Albums mit neun weiteren Titeln veröffentlicht.

## Titelliste
| Reguläre Versionn 1. Wrong Ones (feat. Tim McGraw) – 3:15 2. Finer Things (feat. Hank Williams, Jr.) – 3:05 3. I Had Some Help (feat. Morgan Wallen) – 2:58 4. Pour Me a Drink (feat. Blake Shelton) – 3:15 5. Have the Heart (feat. Dolly Parton) – 3:03 6. What Don’t Belong to Me – 3:27 7. Goes Without Saying (feat. Brad Paisley) – 3:32 8. Guy for That (feat. Luke Combs) – 2:44 9. Nosedive (feat. Lainey Wilson) – 3:12 10. Losers (feat. Jelly Roll) – 3:29 11. Devil I’ve Been (feat. Ernest) – 3:02 12. Never Love You Again (feat. Sierra Ferrell) – 3:06 13. Missin’ You Like This (feat. Luke Combs) – 3:42 14. California Sober (feat. Chris Stapleton) – 3:24 15. Hide My Gun (feat. Hardy) – 3:40 16. Right About You – 3:03 17. M-E-X-I-C-O (feat. Billy Strings) – 2:35 18. Yours – 3:19 | F-1 Trillion: Long Bed 1. Fallin’ in Love – 2:51 2. Dead at the Honkey Tonk – 3:33 3. Killed a Man – 3:05 4. Ain’t How It Ends – 3:21 5. Hey Mercedes – 3:22 6. Go to Hell – 4:27 7. Two Hearts – 3:26 8. Who Needs You – 2:49 9. Back to Texas – 2:47 |

## Singleauskopplungen
| Jahr | Titel                   | Höchstplatzierung, Gesamtwochen, AuszeichnungChartplatzierungen (Jahr, Titel, , Platzierungen, Wochen, Auszeichnungen, Anmerkungen) | Höchstplatzierung, Gesamtwochen, AuszeichnungChartplatzierungen (Jahr, Titel, , Platzierungen, Wochen, Auszeichnungen, Anmerkungen) | Höchstplatzierung, Gesamtwochen, AuszeichnungChartplatzierungen (Jahr, Titel, , Platzierungen, Wochen, Auszeichnungen, Anmerkungen) | Höchstplatzierung, Gesamtwochen, AuszeichnungChartplatzierungen (Jahr, Titel, , Platzierungen, Wochen, Auszeichnungen, Anmerkungen) | Höchstplatzierung, Gesamtwochen, AuszeichnungChartplatzierungen (Jahr, Titel, , Platzierungen, Wochen, Auszeichnungen, Anmerkungen) | Anmerkungen                                                                   |
| Jahr | Titel                   | DE | AT | CH | UK | US | Anmerkungen                                                                   |
| --- | ----------------------- | --- | --- | --- | --- | --- | ----------------------------------------------------------------------------- |
| 2024 | I Had Some Help         | DE35 (5 Wo.)DE | AT17 (14 Wo.)AT | CH19 (… Wo.)CH | UK2 Platin · (… Wo.)UK | US1 (… Wo.)US | Erstveröffentlichung: 10. Mai 2024 Verkäufe: + 1.010.000; feat. Morgan Wallen |
| 2024 | Pour Me a Drink         | — | — | — | UK34 (12 Wo.)UK | US12 (… Wo.)US | Erstveröffentlichung: 21. Juni 2024 feat. Blake Shelton                       |
| 2024 | Guy for That            | DE— aDE | — | — | UK25 (9 Wo.)UK | US17 (… Wo.)US | Erstveröffentlichung: 26. Juli 2024 feat. Luke Combs                          |
| Folgende Lieder erschienen nicht als Single, wurden aber durch das Album zum Download und Streaming bereitgestellt und konnten somit eine Platzierung erlangen: |                         | | | | | |                                                                               |
| |                         | | | | | |                                                                               |
| 2024 | Wrong Ones              | — | — | — | — | US23 (3 Wo.)US | Charteinstieg: 31. August 2024 feat. Tim McGraw                               |
| 2024 | Losers                  | — | — | — | — | US25 (5 Wo.)US | Charteinstieg: 31. August 2024 feat. Jelly Roll                               |
| 2024 | California Sober        | — | — | — | — | US34 (3 Wo.)US | Charteinstieg: 31. August 2024 feat. Chris Stapleton                          |
| 2024 | What Don’t Belong to Me | — | — | — | — | US40 (2 Wo.)US | Charteinstieg: 31. August 2024                                                |
| 2024 | Finer Things            | — | — | — | — | US42 (1 Wo.)US | Charteinstieg: 31. August 2024 feat. Hank Williams, Jr.                       |
| 2024 | Nosedive                | — | — | — | — | US50 (2 Wo.)US | Charteinstieg: 31. August 2024 feat. Lainey Wilson                            |
| 2024 | Yours                   | — | — | — | — | US54 (1 Wo.)US | Charteinstieg: 31. August 2024                                                |
| 2024 | Have the Heart          | — | — | — | — | US56 (1 Wo.)US | Charteinstieg: 31. August 2024 feat. Dolly Parton                             |
| 2024 | Goes Without Saying     | — | — | — | — | US60 (1 Wo.)US | Charteinstieg: 31. August 2024 feat. Brad Paisley                             |
| 2024 | Missin’ You Like This   | — | — | — | — | US63 (1 Wo.)US | Charteinstieg: 31. August 2024 feat. Luke Combs                               |
| 2024 | Hide My Gun             | — | — | — | — | US65 (1 Wo.)US | Charteinstieg: 31. August 2024 feat. Hardy                                    |
| 2024 | Devil I’ve Been         | — | — | — | — | US66 (1 Wo.)US | Charteinstieg: 31. August 2024 feat. Ernest                                   |
| 2024 | Never Love You Again    | — | — | — | — | US78 (1 Wo.)US | Charteinstieg: 31. August 2024 feat. Sierra Ferrell                           |
| 2024 | M-E-X-I-C-O             | — | — | — | — | US83 (1 Wo.)US | Charteinstieg: 31. August 2024 feat. Billy Strings                            |
| 2024 | Right About You         | — | — | — | — | US88 (1 Wo.)US | Charteinstieg: 31. August 2024                                                |

## Rezensionen
Für Neil McCormick vom The Daily Telegraph war es die „größte Überraschung“, dass Post Malones erstes Country-Album so „resolut altmodisch“ klingt. Er lobte Malones „scharfen lyrischen Witz“ und seine „süße Gesangsstimme, die zu den Höhen gefühlvoller Leidenschaft aufsteigt“. McCormick vergab vier von fünf Punkten. Für Ammar Kalia von The Guardian ist Post Malone der „neueste US-Künstler, der auf den fahrenden Country-Zug aufspringt“ mit einem Album, dass „überraschend unterhaltsam“ wäre. Mit 18 Liedern wäre das Album zu lang, wofür Kalia drei von fünf Punkten vergab. Kritisch zeigte sich Mirco Leier vom Onlinemagazin laut.de, der die Musik als „Country in seiner bemühtesten Form, maßgeschneidert für den maximalen Charterfolg und eine Zielgruppe, die Wert darauf legt, niemanden auszuschließen“ beschrieb. Die Songs hätten „nahezu alle zu wenig Fleisch an den Knochen, um einen anderen Zweck zu erfüllen, als unbemerkt im Hintergrund einer Bierwerbung vor sich hin zu dudeln“, wofür Leier zwei von fünf Punkten vergab.

## Kommerzieller Erfolg

### Chartplatzierungen
Das Album erreichte in den Vereinigten Staaten Platz eins der Albumcharts. Für Post Malone war es nach Beerbongs & Bentleys und Hollywood’s Bleeding das dritte Nummer-eins-Album in seinem Heimatland. In der ersten Woche nach der Veröffentlichung wurden 250.000 Albumäquivalente Einheiten des Albums abgesetzt, davon 80.000 in reinen Albumverkäufen. Darüber hinaus avancierte es ebenfalls zum Nummer-eins-Album in Neuseeland, den Niederlanden, Norwegen und dem Vereinigten Königreich.
| ChartsChartplatzierungen               | Höchstplatzierung | Wochen |
| -------------------------------------- | ----------------- | ------ |
| Deutschland (GfK)                      | 5 (4 Wo.)         | 4      |
| Österreich (Ö3)                        | 5 (4 Wo.)         | 4      |
| Schweiz (IFPI)                         | 2 (5 Wo.)         | 5      |
| Vereinigte Staaten (Billboard)         | 1 (… Wo.)         | …      |
| Vereinigte Staaten (Billboard Country) | 1 (… Wo.)         | …      |
| Vereinigtes Königreich (OCC)           | 1 (18 Wo.)        | 18     |

| ChartsJahrescharts (2024)      | Platzierung |
| ------------------------------ | ----------- |
| Vereinigte Staaten (Billboard) | 62          |

### Auszeichnungen für Musikverkäufe
| Land/Region                  | Auszeichnungen für Musikverkäufe (Land/Region, Auszeichnung, Verkäufe) | Verkäufe  |
| ---------------------------- | ---------------------------------------------------------------------- | --------- |
| Australien (ARIA)            | Gold                                                                   | 35.000    |
| Brasilien (PMB)              | Gold                                                                   | 20.000    |
| Dänemark (IFPI)              | Gold                                                                   | 10.000    |
| Neuseeland (RMNZ)            | Platin                                                                 | 15.000    |
| Vereinigte Staaten (RIAA)    | Platin                                                                 | 1.000.000 |
| Vereinigtes Königreich (BPI) | Gold                                                                   | 100.000   |
| Insgesamt                    | 4× Gold · 2× Platin ·                                                  | 1.180.000 |

Hauptartikel: Post Malone/Auszeichnungen für Musikverkäufe